# Yendia
Yendia is een geslacht van rechtvleugeligen uit de familie veldsprinkhanen (Acrididae). De wetenschappelijke naam van dit geslacht is voor het eerst geldig gepubliceerd in 1929 door Ramme.

## Soorten
Het geslacht Yendia omvat de volgende soorten:
- Yendia bredoi Schouteden, 1940
- Yendia thrymmatoptera Karsch, 1893